# 天主教芒特哈根總教區
天主教芒特哈根總教區（拉丁語：Archidioecesis Montis Hagensis）是巴布亞紐幾內亞一個羅馬天主教教省總教區，下轄四個教區。是該國四個總教區之一。

## 歷史
1959年6月18日設宗座代牧區，1966年11月15日升為教區，屬馬當總教區。1982年3月18日升為總教區。

## 現況
2004年有教友142,725人（佔轄區總人口36.9%）、廿三個堂區、卅九名司鐸。現任總主教為道格拉斯·威廉·楊。